# Алетта Оушен
Але́тта О́ушен (англ. Aletta Ocean), справжнє ім'я До́ра Ва́рга (угор. Dóra Varga; нар. 14 грудня 1987 року, Будапешт, Пешт, Угорська Народна Республіка) — угорська порноакторка. На премії AVN 2010 року отримала два титули: «зарубіжна акторка року» та «найкращий іноземний фільм». Також знімалась для угорського видання еротичного журналу «Плейбой», а також з'явилась на обкладинці іншого еротичного журналу — «Cherry» у квітні 2010 року.

## Життєпис
2006 році Дора закінчила економічну гімназію і знялася у першій стрічці. Професійно занялася порнографією 2007 року, коли їй виповнилося 19. Спочатку знімалася в Європі у фільмах виробництва компанії Private Media Group. Але після того, як вона стала популярніша, переїхала в США, де працювала на інші компанії і отримувала більшу заробітну платню. Там Алетта мала можливість взяти участь у фільмах в Лос-Анджелесі, Маямі та Лас-Вегасі. Найчастіше угорська актриса знімається у порнострічках з мастурбацією, вагінальним, оральним чи/та анальним сексом, подвійним проникненням, еякуляцією на обличчя, ковтанням сперми, а також лесбійським і груповим сексом. Алетта стверджує, що до кар'єри у порноіндустрії ніколи не займалася анальним сексом. Знімається з акторами різної статі і національності. Також, у Штатах вона зробила операцію по збільшенню грудей та губ.
В інтерв'ю 21 Sextury Network, зробленим у 2010 році, Алетта заявила, що це тільки початок її кар'єри і що в неї поки немає думок, щоб кинути цю сферу діяльності в найближчому майбутньому. Також вона додала, що зйомки у порнофільмах дадають їй почуття задоволення своєю роботою і фізичними можливостями. Після своєї активної порнокар'єри акторка має намір викладати економіку в університеті, і продовжувати мати справу з порнографією, але у ролі продюсера чи менеджера.

### Стиль порнографії
Кожне відео з участю Алетти починається з її персональної заставки, а протягом усього відео у кутку зображений її логотип. Зазвичай на цих відео зображений не тільки сам секс. У відео Алетта знайомиться зі своїми партнерами, розмовляє з ними та часто просить їх виконати певні дії. Оператори досить часто близько зображують її сідниці та груди. Серед одягу для зйомки в порнофільмах акторка зазвичай обирає облягаючі сукні або купальники, але в ході відео часто повністю роздягається.

## Нагороди
- 2010 — AVN Awards — Зарубіжна актриса року (Female Foreign Performer of the Year)
- 2010 — AVN Awards — Найкраща сцена з зарубіжними акторами (Best Sex Scene in a Foreign-Shot Production)